# Municipio de Ridgway (Illinois)
El municipio de Ridgway (en inglés: Ridgway Township) es un municipio ubicado en el condado de Gallatin en el estado estadounidense de Illinois. En el año 2010 tenía una población de 937 habitantes y una densidad poblacional de 10,19 personas por km².

## Geografía
El municipio de Ridgway se encuentra ubicado en las coordenadas 37°49′38″N 88°12′3″O / 37.82722, -88.20083. Según la Oficina del Censo de los Estados Unidos, el municipio tiene una superficie total de 92 km², de la cual 91,96 km² corresponden a tierra firme y (0,04 %) 0,04 km² es agua.

## Demografía
Según el censo de 2010, había 937 personas residiendo en el municipio de Ridgway. La densidad de población era de 10,19 hab./km². De los 937 habitantes, el municipio de Ridgway estaba compuesto por el 98,61 % blancos, el 0,32 % eran amerindios y el 1,07 % eran de una mezcla de razas. Del total de la población el 0,43 % eran hispanos o latinos de cualquier raza.